# ヴィンス・ニール

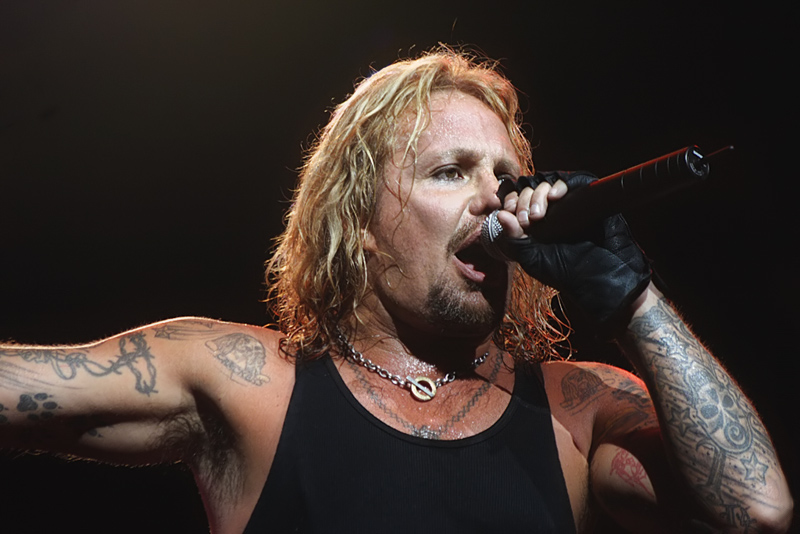
ヴィンス・ニール

ヴィンス・ニール（Vince Neil、1961年2月8日 - ）は、アメリカのロックバンド、モトリー・クルーのボーカリストとして知られるミュージシャン、航空会社社長。カリフォルニア州ロサンゼルス出身。身長174cm。

## 人物
1981年、モトリー・クルーの初代ボーカリストとしてデビュー。
新曲を含むベスト・アルバム『デケイド・オブ・デカダンス』（1991年）を最後に、モトリー・クルーを一度脱退。1992年、映画『原始のマン』に、ダム・ヤンキースのジャック・ブレイズとトミー・ショウと共作した楽曲「You're Invited (But Your Friend Can't Come)」を提供してソロ・デビュー。2作のソロ・アルバムを発表した後、1997年にモトリー・クルーに復帰。
モトリー・クルー復帰後もソロ・ツアーは続けている。
かつてはかなり破天荒な問題児として、ロック・シーンにその悪名を轟かせた。過去に何度もバンドを実質的にはクビになっている。しかし、彼のパワフルかつ秀逸なボーカル、特にその独特で唯一無二の声質が、モトリー・クルーのイメージを決定付けているため、舞い戻っている。ライブでも数多くの伝説的なパフォーマンスを残している。
音楽活動だけでなく他のビジネスにも手を広げ、クラブ経営からタトゥー・ショップ経営、2010年3月には近距離航空会社「Vince Neil Aviation」社を設立した。

## エピソード
- 1984年12月、トミー・リーやミック・マーズ、ハノイ・ロックスのメンバーを招いてのパーティを開いたニールは、パーティ3日目にしてなくなったアルコールを買いに飲酒運転で出かける。車の助手席にはハノイ・ロックスのドラマー、ラズル (Razzle (musician)) が乗っていた。アルコールを買い込んでの帰路、スピードを出しすぎたニールの車はスリップ、中央分離帯を越え対向車線の車と正面衝突した。この事故でラズルは死亡。対向車の一般人2人も重傷を負う。逮捕されたニールは保釈後裁判所の命令でアルコール依存のリハビリ施設に入所、ラズルに捧げたアルバム『シアター・オブ・ペイン』発表とそれにともなうツアー後に実刑判決を受け刑務所に入っている。
- 1989年、MTVミュージック・アワード授賞式の楽屋でイジー・ストラドリンを殴り倒す。それを見て激高したアクセル・ローズは以降メディアを通してニールを罵倒しはじめた。ストラドリンとの一件は水に流したニールだったが今度はローズとの喧嘩にシフト。MTVを通じて双方合意の決闘の日時・場所を決めたが、現れたのはニールだけだった。
- 2005年、MTVの芸能人豪邸訪問番組「MTV Cribs」がヴィンス・ニールの自宅を取材した際に自身のリアルドールのラブドールを公開した。
- かつてはレーシングドライバーを目指していたというが、資金の問題で断念せざるを得なくなった為、音楽の道を選んだという。現在も時折サーキットに姿を見せているが、サーキット好きが高じて音楽活動が疎かになり、バンドをクビになる原因にもなった。
- ラズルの死亡後ハノイ・ロックスは解散、ハノイ・ロックスのボーカリストだったマイケル・モンローはギタリストのスティーヴ・スティーヴンスと新バンドエルサレム・スリム（フィンランド語版）を結成した。一方、モトリー・クルーをクビになりソロとなったニールは、パートナーとしてビリー・アイドルからスティーヴンスを推薦される。この結果スティーヴンスはモンローとのバンドをレコーディング直後に脱退、ニールと合流する。これらのことからモンロー及びハノイ・ロックスのファンからニールは非常に嫌われている。
- 愛娘のスカイラーを病気で亡くしていることから、近年｢スカイラー・ニール基金｣を設立し、闘病中の子供を支援する活動などの慈善事業を行っている。スカイラーが、入院中の病院の環境が劣悪である事、子供たちが見たいディズニーのアニメなどが観られないなどの状況を目の当たりにしたためだ、とインタビューで語っていた。
- ポルノ女優との性行為を収めたプライベート・ビデオが流出したことがある。このことは日本のヘヴィメタル雑誌『BURRN!』誌1999年8月号に掲載されていた喜国雅彦の漫画「ROCKOMANGA!」でもネタにされたが、このビデオを見た喜国の感想は「C級ポルノのようで哀し過ぎる」との事だった[1]。
- 2021年10月15日、テネシー州のモンスターズ・オン・ザ・マウンテン・フェスティバルに出演した際、ステージとスピーカーの隙間に落下。肋骨数本を骨折した[2]。

## ディスコグラフィ

### スタジオ・アルバム
- 『エクスポーズド』 - Exposed (1993年) ※スティーヴ・スティーヴンス（元ビリー・アイドル・バンド）、ヴィッキ・フォックス（元イナフ・ズナフ）などが参加。
- 『カーヴド・イン・ストーン』 - Carved in Stone (1995年)
- 『タトゥーズ&テキーラ』 - Tattoos & Tequila (2010年)

### ライブ・アルバム
- Live at the Whisky: One Night Only (2003年) ※全曲モトリー・クルーのレパートリーによるライブ

### モトリー・クルー
- 『華麗なる激情』 - Too Fast for Love (1981年)
- 『シャウト・アット・ザ・デヴィル』 - Shout at the Devil (1983年)
- 『シアター・オブ・ペイン』 - Theatre of Pain (1985年)
- 『ガールズ、ガールズ、ガールズ』 - Girls, Girls, Girls (1987年)
- 『ドクター・フィールグッド』 - Dr. Feelgood (1989年)
- 『ジェネレーション・スワイン』 - Generation Swine (1997年)
- 『ニュー・タトゥー』 - New Tattoo (2000年)
- 『セインツ・オブ・ロスアンゼルス』 - Saints of Los Angeles (2008年)